# Miss Bala (2019)
Miss Bala (bala, spanisch für Kugel) ist ein mexikanisch-US-amerikanisches Filmdrama von Catherine Hardwicke aus dem Jahr 2019. Die Handlung basiert auf dem gleichnamigen Film aus dem Jahre 2011.

## Handlung
Gloria Fuentes ist eine lateinamerikanische Maskenbildnerin aus Los Angeles, die eine Reise unternimmt, um ihre beste Freundin Suzu in Tijuana zu besuchen.
Als das Paar in einen örtlichen Nachtclub geht, plant Suzu, den örtlichen Polizeichef Saucedo zu beeindrucken, um ihre Chancen auf eine Teilnahme am bevorstehenden Schönheitswettbewerb „Miss Baja California“ zu erhöhen. Als Gloria auf die Toilette geht, brechen bewaffnete Männer durch die Lüftungsschlitze ein und zerren Gloria aus ihrer Kabine, lassen sie aber frei, nachdem sie erfahren haben, dass sie Amerikanerin ist. Während sie im Club wild um sich schießen, gelingt Gloria die Flucht, doch im Chaos wird sie von Suzu getrennt. Am nächsten Morgen kann Gloria keinen Kontakt zu Suzu aufnehmen und beschließt, mit einem Polizisten zu fahren, um zu versuchen, ihre Freundin zu finden. Sie teilt dem Beamten mit, dass sie Informationen über die Männer hat, die den Club angegriffen haben. Der Beamte erklärt sich bereit, sie zur Befragung mit auf die Wache zu nehmen. Stattdessen fährt er in eine abgelegene Gegend und verlässt das Auto, woraufhin Gloria von Mitgliedern der Los Estrellas, dem Kartell hinter dem Angriff, entführt wird.
Die Entführer bringen sie ins Hauptquartier, wo Lino, Chef von Los Estrellas sich bereit erklärt, ihr bei der Suche nach Suzu zu helfen, wenn sie einwilligt, für ihn zu arbeiten. Gloria zögert, stimmt aber schließlich zu. Ihre erste Aufgabe besteht darin, in ein Auto zu steigen und es an einer Gebäudeecke zu parken. Als sie das geparkte Auto verlässt und auf einen Hügel läuft, zünden Linos Komplizen eine am Auto befestigte Bombe und setzen so eine naheliegendes Gebäude in Flammen. Später findet Gloria heraus, dass es sich bei dem Gebäude tatsächlich um ein Versteck der Drogenbekämpfungsbehörde (DEA) handelte, in dem sich drei Agenten befanden, die mit der Überwachung der Operationen des Kartells beauftragt waren.
Lino lässt Gloria dann als Kandidatin für den Miss-Baja-California-Wettbewerb registrieren. Während der Probe versucht sie, durch das Badezimmer zu fliehen, wird jedoch von einem hochrangigen DEA-Agenten, Brian Reich, abgefangen und festgenommen, weil er ihre Beteiligung an dem Bombenanschlag vermutet. Er entlässt sie erst aus der Haft, nachdem sie sich bereit erklärt hat, Informantin zu werden. Brian steckt einen Tracking-Chip in ihr Handy und schickt sie zurück nach Los Estrellas.
Gloria kehrt zu Suzus Wohnung zurück und trifft dort auf Lino. Er gibt ihr einen anderen Auftrag: Sie soll mit Geld und Drogen, die in ihrem Auto versteckt sind, nach San Diego fahren. Beim Überqueren der Grenze erhält Gloria von Jimmy, einem Waffenhändler, ein Waffenarsenal, das sie nach Mexiko zurückbringen soll, und wird angewiesen, es auf einem großen Parkplatz abzuliefern. Gloria informiert Brian über das Treffen; er verspricht, sie in Sicherheit zu bringen. Während Gloria die Übergabe vornimmt, taucht unter Brians Kommando die örtliche Polizei auf und es kommt zu einem Feuergefecht. Gloria rennt zu einem nahegelegenen Tor und erwartet von Brian, dass er sie rettet, merkt aber bald, dass er gelogen hat Er enthüllt, dass er sie als Schachfigur benutzt hat. Als Lino sieht, dass Gloria mitten in der Schießerei festsitzt, rennt er zu ihr, wird jedoch ins Bein geschossen. Nach einem Moment des Zögerns hilft Gloria Lino auf und flüchtet mit ihm in seinem Auto, während seine Männer die Polizei abwehren. Brian wird bei der Schießerei getötet.
Die Bande zieht sich auf ein befestigtes Gelände zurück, wo Gloria eine Frau namens Isabella trifft. Isabella erklärt, dass ihr auch gedroht wurde, sich Los Estrellas anzuschließen, und dass sie ein spezielles Tattoo trägt, das sie als deren Eigentum kennzeichnet. Als Gloria erfährt, dass Lino eine Inspektion aller Telefone angeordnet hat, um einen Maulwurf in der Gruppe zu finden, steckt sie ihren Ortungschip in ein anderes Telefon. Lino nimmt Gloria mit auf eine Fahrt, um einige seiner Verwandten zu treffen. Lino erzählt ihr von seinen Traum von dem einfachen Leben auf dem Land. Außerdem schult er Gloria in Kampftaktiken und im Umgang mit Waffen. Als sie zum Gelände zurückkehren, informiert die Bande Lino, dass sie den Maulwurf gefunden haben. Zu ihrem Entsetzen sieht Gloria, dass sie den Chip in Isabellas Telefon gesteckt hat. Lino exekutiert sie auf der Stelle. Am nächsten Tag schlägt Gloria wütend auf ihn ein.
Trotz ihres Streits bittet Lino Gloria, ihm bei der Ermordung von Saucedo zu helfen, der zu einer Bedrohung für sein Unternehmen geworden ist. Um sie zu motivieren, zeigt er ihr ein Video, in dem Suzu verschiedenem Käuferm zur Versteigerung angeboten wird. Aus dem Video geht hervor, dass Suzu nach ihrer Entführung im Nachtclub zur Prostitution gezwungen wurde. Gloria stimmt der Teilnahme am Schönheitswettbewerb zu und gewinnt, nachdem Lino die Jury bestochen hat, was ihr eine Einladung zu einer Party in Saucedos Strandhaus einbringt. Auf der Party willigt Gloria ein, die Nacht mit Saucedo zu verbringen, um sicherzustellen, dass Lino weiß, wo er zu finden ist. Sie trifft ihre Freundin Suzu und entdeckt, dass sie ein Tattoo auf ihrer Hand hat, das mit dem von Isabella identisch ist. Gloria fügt schließlich die Teile des Puzzles zusammen: Lino war derjenige, der Suzu in die Prostitution verkauft hat.
Als Gloria Saucedo in sein Schlafzimmer folgt, schreibt sie auf eine Postkarte, dass Lino ihn töten wird. Saucedo zwingt sie mit vorgehaltener Waffe, sich zu verstecken, und entkommt während des Angriffs auf Los Estrellas. Gloria nimmt einem sterbenden Soldaten ein Sturmgewehr ab und macht sich auf die Suche nach Suzu. Sie schießt Saucedo ins Bein, als sie sieht, wie er Suzu als menschlichen Schutzschild hält; dann tötet Lino ihn und dankt Gloria für ihre Hilfe. Gloria richtet ihre Waffe auf Lino und sagt ihm, dass sie die Wahrheit über Suzu kenne.
Die beiden Frauen werden verhaftet, als die Polizei auf der Party eintrifft. Gloria wird in einen Verhörraum gebracht. Zu ihrem Entsetzen ist ihr Vernehmer Jimmy, der erklärt, dass er in Wirklichkeit ein Undercover-Agent der CIA ist, der daran arbeitet, Los Estrellas und andere mexikanische Kartelle, die in die internationale organisierte Kriminalität verwickelt sind, aufzulösen. Gloria macht mit ihm einen Deal, um Suzu freizulassen und beide von allen Vorwürfen freizusprechen: Sie wird als CIA-Agentin arbeiten, um die Kartelle zu infiltrieren. Gloria fährt Suzu zurück zu ihrer Familie und reist dann mit Jimmy ab.

## Kritik
„Glatt gebügeltes US-Remake eines herausragenden mexikanischen Thrillers, der in seiner Hochglanz-Inszenierung und dem austauschbaren Rächerinnen-Plot alle Qualitäten des rauen Originals vermissen lässt. Ohne Drang nach Vertiefung ist ein durch und durch konventioneller Actionfilm entstanden.“